# Lanfeust de Troy
Lanfeust de Troy es una serie de historietas francesa escrita por Christophe Arleston y dibujada por Didier Tarquin. Su publicación corrió a cargo de Soleil Productions entre 1994 y el 2000 y se convirtió en uno de los mayores éxitos franceses en el género de la fantasía heroica y contribuyó en gran medida a asentar la popularidad de la editorial Soleil creada por Mourad Boudjedall. En España fue editada en álbumes individuales equivalentes a los franceses por la editorial Devir y en dos recopilatorios de cuatro números cada uno por Planeta DeAgostini.
La serie se compone del primer ciclo de las aventuras de Lanfeust, un aprendiz de herrero que vive en el mundo mágico de Troy que decide partir hacia una búsqueda iniciática tras descubrir que posee un poder fuera de lo común.
Gracias a su éxito el mundo de Troy ha dado origen a multitud de series relacionadas sobre las peripecias de los mismos personajes en Lanfeust des Étoiles, Lanfeust Odyssey y Gnomes de Troy o de otros héroes de ese mundo como en Trolls de Troy, Les Conquérants de Troy y Les Légendes de Troy.

## Argumento
Troy es un planeta poblado por humanos, trolls y otras criaturas más o menos monstruosas:
- Casi todos los humanos de Troy poseen algún poder mágico, desde hacer crecer el pelo hasta provocar la caída de los dientes, pasando por fundir el metal o caminar sobre el agua. El uso de estos dones solo necesita que se cumpla una condición, la cercanía de un sabio de Eckmül, un mago que haya renunciado a su propio poder para permitir el uso de los de los demás.
- Los trolls son criaturas salvajes para los humanos pero muy civilizadas según su propio punto de vista. Cazan y atacan a todo lo que se cruce con ellos o esté a su alcance. Muy fuertes físicamente, hay pocas cosas que les provoquen temor, solo el agua dado que hace lo que más les desagrada, lavarlos.

Todo comienza cuando Lanfeust, un aprendiz de herrero con el poder de fundir el metal con la mirada toca por casualidad la espada mágica del caballero Oro Azur cuya empuñadura está hecha del marfil de una criatura fantástica, el Magohamoth. Este contacto le confiere el poder absoluto, es decir, todos los poderes de manera independiente, sin necesidad de que haya relación entre ellos. El sabio de su aldea, maese Nicolaso, le propone viajar hasta Eckmül, capital del conocimiento del mundo de Troy, con el fin de explicar este acontecimiento único. Allí se encuentran la universidad y el conservatorio donde todos los magos importantes y poderosos enseñan y estudian los misterios de la magia. Los dos parten juntos acompañados de las dos hijas del sabio, la pícara Cixi y la hermosa C'ian, prometida de Lanfeust. Durante el camino se encuentran con el troll Hebus, quien, domesticado por un encantamiento de Nicolaso, los acompaña en su búsqueda. Al poco se ven enfrentados a Thanos el pirata que al igual que Lanfeust se ve afectado por el marfil del Magohamoth pero cuyas ambiciones son muy diferentes a las de su enemigo herrero.

## El universo de Troy
El mundo de Lanfeust de Troy, del que solo llegamos a conocer algunas regiones durante la búsqueda original, se desarrolla y crece a medida que seguimos los pasos de sus diferentes héroes, sobre todo Teträm y Page Blanche, personajes principales de Trolls de Troy y Conquérants de Troy respectivamente. Los autores también escriben y dibujan enciclopedias independientes relacionadas con este mundo, como un bestiario y una guía para entender a los trolls.
Con la serie Lanfeust des étoiles aparecen nuevos planetas relacionados a partir de ese momento con el resto del universo de Troy que comprende cientos de galaxias.

## Títulos

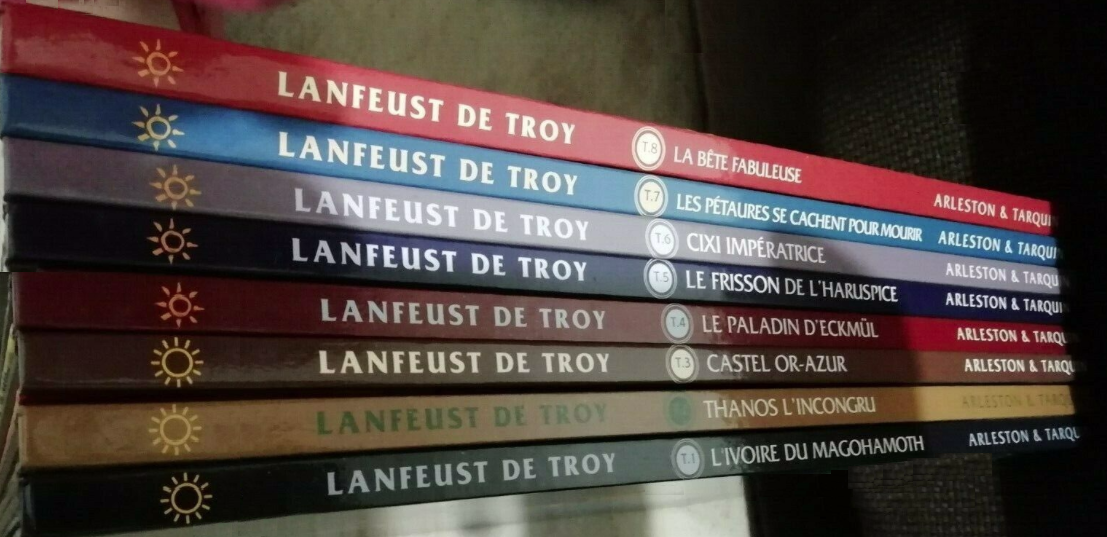